# Lakewood (Nova Jersey)
Lakewood és una concentració de població designada pel cens dels Estats Units a l'estat de Nova Jersey. Segons el cens del 2000 tenia 36.065 habitants.

## Demografia
Segons el cens del 2000, Lakewood tenia 36.065 habitants, 8.984 habitatges, i 6.971 famílies. La densitat de població era de 1.944,8 habitants/km².
Dels 8.984 habitatges en un 49,7% hi vivien nens de menys de 18 anys, en un 60,3% hi vivien parelles casades, en un 13% dones solteres, i en un 22,4% no eren unitats familiars. En el 18,2% dels habitatges hi vivien persones soles el 10,1% de les quals corresponia a persones de 65 anys o més que vivien soles. El nombre mitjà de persones vivint en cada habitatge era de 3,83 i el nombre mitjà de persones que vivien en cada família era de 4,36.
Per edats la població es repartia de la següent manera: un 41,4% tenia menys de 18 anys, un 13% entre 18 i 24, un 25,7% entre 25 i 44, un 11,7% de 45 a 60 i un 8,3% 65 anys o més.
L'edat mediana era de 23 anys. Per cada 100 dones de 18 o més anys hi havia 99,7 homes.
La renda mediana per habitatge era de 30.769 $ i la renda mediana per família de 32.748 $. Els homes tenien una renda mediana de 35.672 $ mentre que les dones 24.265 $. La renda per capita de la població era d'11.802 $. Aproximadament el 26,4% de les famílies i el 29,1% de la població estaven per davall del llindar de pobresa.